# Ориноко
Орино́ко (исп. Río Orinoco) — река в Южной Америке, течёт в основном через Венесуэлу и впадает в Атлантический океан. Длина 2740 километров.

## Этимология
На языке индейцев племени тамануков Ориноко — «большая река».

## История
Берега Ориноко издревле населяли люди, оставившие на её берегах множество петроглифов.
Предположительно, устье Ориноко было открыто европейцами в 1498 году во время плавания Христофора Колумба.
18 декабря 1886 года Жан Шафанжон объявил о нахождении истока Ориноко. В действительности, первым из европейцев настоящий исток обнаружил француз Жозеф Грелье в 1951 году.

## География

Бассейн реки Ориноко

Длина Ориноко 2740 км. Площадь бассейна 948 000 км² (по данным Британской Энциклопедии), по данным Большой Российской — 1 100 000 км².

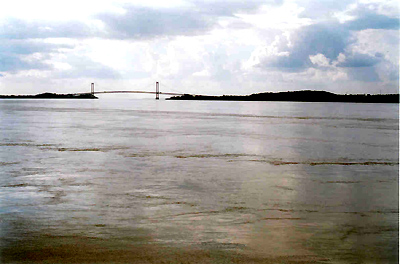
Первый мост через Ориноко

Ориноко образуется слиянием рек Венесуэла и Угето, которые берут начало у горы Дельгадо-Чальбауд в юго-западной части Гвианского плоскогорья, на границе с Бразилией. Оттуда река течёт по широкой дуге, сначала на юго-запад, потом на запад, затем на север и наконец, на северо-восток. Впадает в Атлантический океан напротив острова Тринидад, образуя дельту площадью 20 000 км², простирающаяся по морскому побережью примерно на 300 км. Здесь Ориноко делится на 36 рукавов и многочисленные протоки. Главные рукава: Манамо (крайний левый), Макарео (судоходный), Бока-Гранде (крайний правый и самый большой; ширина его 15—20 км).
В паводки ширина реки достигает 22 километров, а глубина — 100 метров. Судоходна. Речные суда доходят до города Пуэрто-Аякучо, а в периоды дождей — до устья реки Гуавьяре. Общая протяжённость водных путей системы Ориноко около 12 000 км. Выемка грунта позволяет океанским судам дойти до Сьюдад-Боливара, в 435 км вверх по течению от Атлантического океана. Расход воды в начале дельты 29 000 м³/с.
Особенностью реки Ориноко является то, что она является классическим примером бифуркации рек. Река Касикьяре, которая начинается как ответвление Ориноко и впадает в Риу-Негру, приток Амазонки, формирует естественный канал между Ориноко и Амазонкой.
Ориноко пересекает субэкваториальный пояс, имеет преимущественно дождевое питание и резкие колебания уровня воды на протяжении года. В сухой сезон мелкие притоки этой реки превращаются в цепочку небольших стоячих озёр.

### Притоки
Большинство венесуэльских рек — притоки Ориноко. Наиболее крупные притоки: справа — Вентуари, Каура, Карони; слева — Гуавьяре, Мета, Апуре, Вичада.

## Флора и фауна
В 1800 году Александр фон Гумбольдт исследовал реку и отметил розовых речных дельфинов, описал флору и фауну.
В Ориноко водятся электрические угри.
Река известна также амазонскими дельфинами и оринокским крокодилом — самым редким видом крокодилов, а также крупнейшими в мире запасами битуминозных песков (тяжёлой нефти).

## В культуре
- Великолепная Ориноко — приключенческий роман Жюля Верна.
- Аркадий Фидлер. «Белый Ягуар — вождь Араваков».
- «Orinoco Flow» — песня Энии.